# Římskokatolická farnost Ohnišťany
Římskokatolická farnost Ohnišťany je územním společenstvím římských katolíků v rámci jičínského vikariátu královéhradecké diecéze.

## O farnosti

### Historie
Kostel v Ohišťanech existoval již před rokem 1300 - šlo o románskou rotundu, později rozšiřovanou přístavbami. Místní plebánie v pozdější době zanikla. Ohnišťany se staly součástí farnosti Chomutice. Kostel v roce 1804 vyhořel a na jeho místě byl postaven kostel nový. Požár naštěstí bez úhony přečkal zvon, ulitý v roce 1489. V roce 1788 byla zřízena lokálie, povýšená později na samostatnou farnost.

#### Přehled duchovních správců
- 1357 Mikuláš z Osenic (plebán)
- 1360 Jan ze Záhornice (plebán)
- 1360 Mikuláš z Luhu (plebán)
- 1361-1401 Zdislav (plebán)
- 1401 Zbyněk (plebán)
- 1788-1804 P. Cyril Červinka, OFMCap. (expozita)
- 1884(?)-1893 R.D. Josef Mucha, osobní děkan (farář)
- 1941-1948 R.D. Antonín Šídlo (farář)
- 1948-1952 R.D. ThDr. Alois Sedlařík (farář)
- 2007-2010 R.D. Mgr. Ing. Lubor Schlossár (administrátor ex currendo z Nového Bydžova)
- 2010-2018 Mons. Mgr. Pavel Rousek (administrátor ex currendo z Vysokého Veselí)
- 2018-2019 R.D. Mgr. Ing. Lubor Schlossár (administrátor ex currendo z Nového Bydžova)
- 2019-2021 R.D. ThMgr. Artur Kamil Różański (administrátor ex currendo z Nového Bydžova)
- 2021 (část roku) R.D. ThLic. Gabriel Burdej (administrátor ex currendo z Nového Bydžova)
- od 4. 7. 2021 R.D. Mgr. Jan Bystrý (administrátor ex currendo z Nového Bydžova)

### Současnost
Farnost je administrována ex currendo z Nového Bydžova.
| Kostel                 | Místo     | Bohoslužba  | Bohoslužba                | Poznámka     |
| ---------------------- | --------- | ----------- | ------------------------- | ------------ |
| Kostel svatého Václava | Ohnišťany | sudá sobota | 16.00 v zimě 17.00 v létě | farní kostel |